# 동해시의회
동해시의회는 강원특별자치도 동해시 지역을 관할하는 기초의회이다.